# Calveziconus
Calveziconus es un género de foraminífero bentónico de la subfamilia Dictyoconinae, de la familia Orbitolinidae, de la superfamilia Orbitolinoidea, del suborden Orbitolinina y del orden Loftusiida. Su especie tipo es Calveziconus lecalvezae. Su rango cronoestratigráfico abarca el Campaniense (Cretácico superior).

## Discusión
Clasificaciones previas incluían Calveziconus en el suborden Textulariina del orden Textulariida o en el orden Lituolida.

## Clasificación
Calveziconus incluye a las siguientes especies:
- Calveziconus lecalvezae †